# Ydernæs
Ydernæs er en bebygget halvø ud til den nordøstlige del af Karrebæk Fjord, umiddelbart sydvest for Næstved. Halvøen omgives dels af kanalen ind til Næstved Havn og Susås gamle udløb i fjorden.
Syd for halvøen ligger Gavnø.
55°12′22″N 11°43′50″Ø / 55.20605494°N 11.7305162°Ø